# Santa Valha
Santa Valha ist eine Gemeinde (Freguesia) im portugiesischen Kreis Valpaços. In ihr leben 317 Einwohner (Stand 19. April 2021).